# Alex Danson
Alexandra Mary L. (Alex) Danson (Southampton, 21 mei 1985) is een voormalig Engelse hockeyspeelster. In 2015 won Danson met de Engelse ploeg de Europese titel.
Danson won 2016 met de Britse hockeyploeg de gouden olympische medaille, door in de finale Nederland te verslaan na het nemen van shoot-outs.

## Erelijst

### Groot-Brittannië
- 2008 – 6e Olympische Spelen in Peking
- 2012 –  Olympische Spelen in Londen
- 2016 –  Olympische Spelen in Rio de Janeiro

### Engeland
- 2002 - 5de WK in Perth
- 2006 - 7de WK in Madrid
- 2010 -  WK in Rosario
- 2014 - 11de WK in Den Haag
- 2015 -  EK in Londen
- 2018 - 6de WK in Londen